# Trapy Dekanu

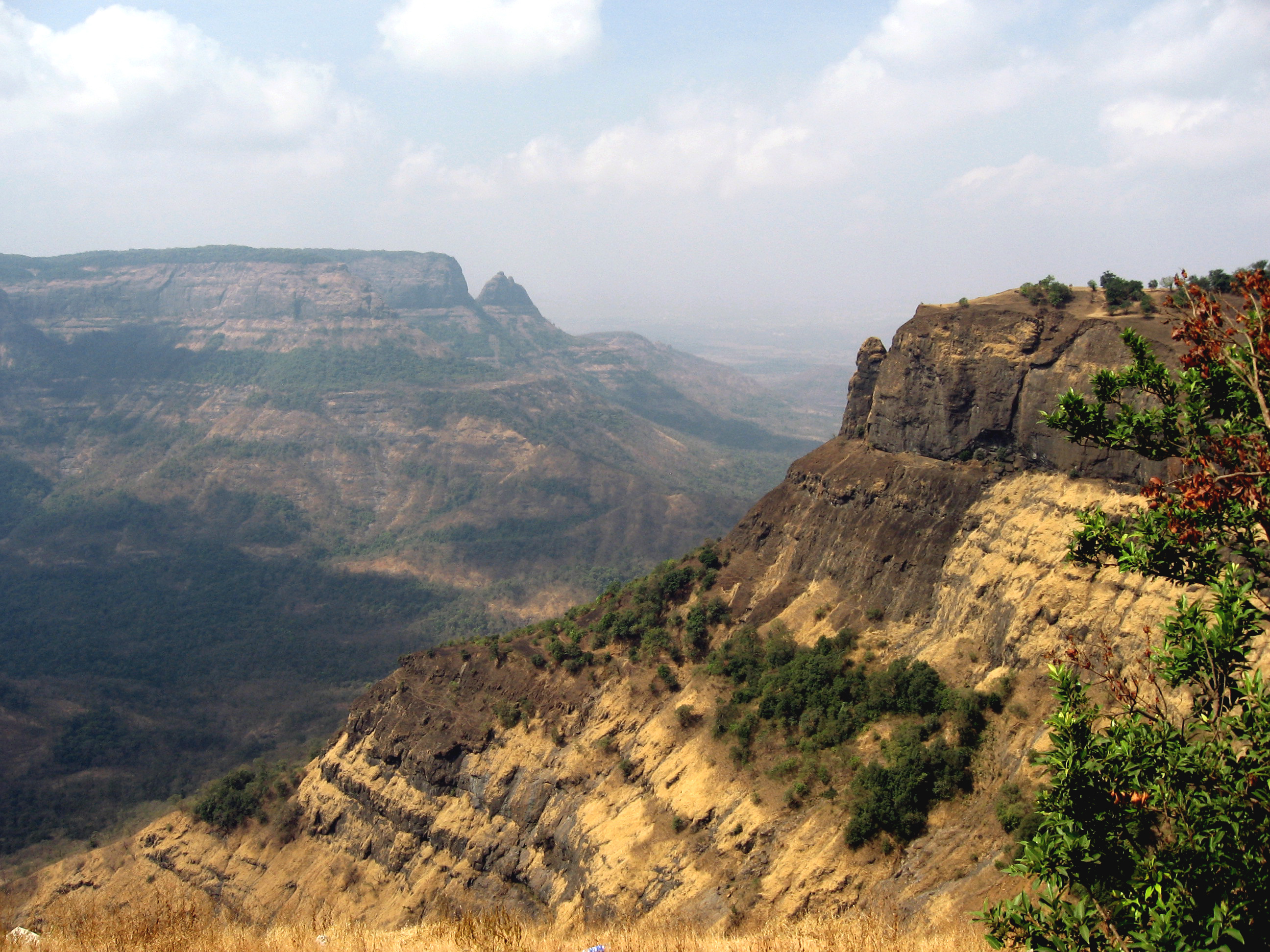
Trapy Dekanu niedaleko Matheran, na wschód od Mumbaju

Trapy Dekanu – wielkie pokrywy lawowe (trapy), tworzące płaskowyż Dekan w Indiach, powstałe na przełomie mezozoiku i kenozoiku. Ich powstanie nie mogło pozostać bez wpływu na środowisko przyrodnicze i zapewne przyczyniło się do wymierania kredowego.
Pod koniec okresu kredowego, ok. 66 mln lat temu, w obrębie Indii (będących wówczas samodzielnym kontynentem) rozpoczął się epizod niezwykle wzmożonego wulkanizmu. Wylewy law bazaltowych utworzyły pokrywy lawowe o miąższości (grubości) sięgającej ponad 2000 metrów, które pokrywają 500 tys. km². Ich pierwotny zasięg był prawdopodobnie nawet trzy razy większy, obecnie są one w dużym stopniu zerodowane i pokryte osadami kenozoicznymi.

## Powstanie
Trapy dekańskie uformowały się pomiędzy kredą późną a eocenem. Erupcje rozpoczęły się 250 tysięcy lat przed kończącym kredę upadkiem planetoidy na Jukatanie, a ustały 500 tysięcy lat później (wcześniej podejrzewano, że trapy mogły powstać szybciej, nawet w zaledwie 30 000 lat). Uważa się, że powstały one w wyniku przemieszczenia się płyty indyjskiej nad plamą gorąca Reunion. Czasowo ich powstanie zbiega się z intensyfikacją ruchów płyt litosfery. Sugerowano także, że struktura dna morskiego u wybrzeży Indii, nazwana imieniem Śiwa, jest kraterem uderzeniowym, który może mieć związek z wulkanizmem dekańskim.
Powstanie trapów Dekanu poprzez uwolnienie do atmosfery ogromnych ilości gazów i pyłu (w tym miliarda ton siarki) przyczyniło się do wymierania kredowego. Część badaczy sądzi wręcz, że było jego główną przyczyną.

## Geografia
Trapy Dekanu bywają dzielone na cztery prowincje: Dekan właściwy na południe od rzeki Narbada, płaskowyż Malwa na północ od tej rzeki, płat Mandla (w stanie Madhya Pradesh) i płaskowyż Saurashtra (w stanie Gudźarat). Pokrywy lawowe leżą generalnie poziomo, z upadem 1° lub mniejszym na większości obszaru; największe odchylenia od poziomu występują na zachodnim wybrzeżu Indii. Na wybrzeżu trapy mają także największą miąższość i cienieją w kierunku wschodnim. Pojedyncze wylewy lawy osiągały miąższość do 160 m. Historycznie były one dzielone stratygraficznie na trzy grupy (górne, środkowe i dolne), w oparciu o osady uwięzione między kolejnymi wylewami. Datowanie paleomagnetyczne wskazuje jednak, że nie odzwierciedla to właściwie czasu powstania pokryw lawowych.